# 小城大事
〈小城大事〉是香港歌手楊千嬅於2004年推出的粵語歌曲，由雷頌德作編曲、林夕填詞，收錄於同年其推出的年度粵語大碟《電光幻影》內。歌曲甫推出旋即大熱，紅遍全港，令楊千嬅的歌唱事業再次推上頂峰。
〈小城大事〉除成為四台冠軍歌曲，當中更於《903專業推介》得到兩周冠軍，及奪取四台歌曲獎外，更奪得《新城勁爆頒獎禮》「新城勁爆年度歌曲大獎」，以及第二次奪得《十大勁歌金曲頒獎典禮》「金曲金獎」和《四台聯頒音樂大獎》「歌曲大獎」三大最高榮譽金曲獎項，成為2004年成績最佳的年度粵語金曲，繼2000年《少女的祈禱》後第二度奪得香港五大電子傳媒樂壇頒獎禮的歌曲獎項，為該項紀錄女歌手保持者，〈小城大事〉其後獲天王張學友、黎明及國際影后葉德嫻賞識而翻唱，成為最多歌手翻唱的楊千嬅金曲。

## 背景
〈小城大事〉改編自電影《大城小事》的配樂—《Old Man Down》。楊千嬅當時的唱片公司老闆黃柏高初次聽到該旋律時，便要求作曲人延長和整理成一首歌，並著林夕填一首「慘」的詞。楊千嬅亦表示若沒有黃柏高便沒有這首經典歌曲。後來張學友及葉德嫻相繼在自己的演唱會中翻唱了這首歌，而黎明更邀請林夕重新填詞，以詞中男主角角度重新演唱，並更名為〈大城小事〉，收錄於專輯《長情》中。

## 爭議
根據統計播放率多年的Coolmanmusic的數據，〈小城大事〉在《叱咤903》的播放率高達239次，遠遠拋離僅得213次、當年飽受爭議的《美中不足》，但在叱咤樂壇流行榜頒獎典禮當日卻大熱倒灶，僅得第二位，失落叱咤樂壇至尊歌曲大獎。〈美中不足〉的填詞人黃偉文在領獎時亦表示「爆大冷」，事後再補充說人們其實都了解頒獎禮的本質，它從來都不是追求公平。

## 評論
有評論人認為〈小城大事〉並非一般情歌，寫的是「為情自殺」。
詞人林若寧：「小城大事的成功是那種氣勢磅礴假大空壓住一切，我總感到當中要說的故事不夠真實感，雖然老爺已用上娛樂行、狐狸精……等字眼，但內裡複雜感情處境還是有點浮，吻下來卻豁不出去。」

## MV
1. KTV： 小城大事 （页面存档备份，存于）
2. TVB： 小城大事 （页面存档备份，存于）

## 其他版本
1. 國語版本：楊千嬅 - 大城大事 （页面存档备份，存于） （女子十二樂坊合奏版）《電光幻影》廣東專輯（第二版）
2. 日文版本：楊千嬅、ATSUSHI（本名：佐虅篤志）- 小城大事
3. 男歌手廣東話版本：黎明 - 大城小事 （页面存档备份，存于）《長情》廣東專輯
4. 男歌手普通話版本：陳偉霆 - 不能以為誰寫的情書 改編自楊千嬅的〈小城大事〉

## 翻唱歌手
1. 2004年：張學友 - 小城大事 （页面存档备份，存于）《活出生命Live演唱會》
2. 2004年：梁漢文 - 《Effort & Love》所附的《Mini Live》(DVD)
3. 2005年：葉德嫻 - 小城大事 （页面存档备份，存于） 《葉德嫻星之旅演唱會》
4. 2005年：林一峰、楊千嬅 -  《楊千嬅x林一峰拉闊音樂會》
5. 2005年：張崇基、張崇德 - 專輯《二人之重唱Duets IV》
6. 2006年：黎明、楊千嬅 - 小城大事 （页面存档备份，存于）《莎莎雷頌德公益金演唱會2006》
7. 2006年：仙杜拉 - 《勁歌金曲》
8. 2007年：張學友 - 小城大事 （页面存档备份，存于）《學友光年世界巡迴演唱會07  香港站》
9. 2010年：ATSUSHI（本名：佐虅篤志）、楊千嬅 - 小城大事 （页面存档备份，存于） 《楊千嬅 Ladies & Gentlemen 世界巡迴演唱會》
10. 2010年： 許廷鏗、何雁詩 - 小城大事 （页面存档备份，存于）《CMB Chin Chin Star Festival 2010》
11. 2011年：A-Lin - 小城大事 （页面存档备份，存于）《仲夏?夢A-Lin世界巡迴演唱會 香港站》
12. 2011年：葉振棠 - 小城大事 （页面存档备份，存于）《大名鼎鼎靚聲唱家班演唱會》
13. 2012年：劉美君 - 小城大事 （页面存档备份，存于）《偷 Stolen Moments》翻唱專輯
14. 2012年：閻奕格 - 小城大事 （页面存档备份，存于） 《閻奕格「我回來了」演唱會 香港站》
15. 2012年：陳健安 - 小城大事 （页面存档备份，存于）《2012 C AllLive》
16. 2013年：葉麗儀 - 小城大事 （页面存档备份，存于）《3 Divas 三個女人經典演唱會》
17. 2013年：側田 - 小城大事 （页面存档备份，存于）《雷頌德 THANK YOU演唱會 澳門站》
18. 2014年：泳兒 - 小城大事 （页面存档备份，存于）《麥王爭霸》
19. 2015年：黃凱芹 - 小城大事 （页面存档备份，存于） 《粵唱越響》
20. 2016年：區瑞強 - 小城大事 （页面存档备份，存于）《區瑞強我們一起唱大演唱會2016》
21. 2018年：溫碧霞 - 小城大事 （页面存档备份，存于）《溫碧霞海潮演唱會2018》

## 流行榜成績
| 叱咤903 | RTHK | 新城997 | 勁歌金榜 |
| ------- | ---- | ------- | -------- |
| (1)     | 1    | 1       | 1        |

- (1) 為兩週冠軍。

## 獎項
- 2004年度四台聯頒音樂大獎歌曲獎
- 十大勁歌金曲金曲金獎
- 十大勁歌金曲
- 勁歌金曲優秀選第二回得獎歌曲
- 新城勁爆年度歌曲大獎
- 新城勁爆歌曲
- 叱咤樂壇流行榜專業推介 叱咤十大第二位
- 十大中文金曲
- 加拿大至HIT中文歌曲總選全國推崇十大金曲
- PM第三屆樂壇頒獎典禮PM最受歡迎卡拉OK金曲
- 第二屆東南音樂榜頒獎典禮港臺地區十大金曲
- 第四屆全球華語歌曲排行榜年度最受歡迎20大金曲